# Xã Richland, Quận Scott, Missouri
Xã Richland (tiếng Anh: Richland Township) là một xã thuộc quận Scott, tiểu bang Missouri, Hoa Kỳ. Năm 2010, dân số của xã này là 16.833 người.